# Palatul Primăverii
Palatul Primăverii, cunoscut și sub numele de Casa Ceaușescu, este o clădire din București, situat în cartierul Primăverii. Din 2016 găzduiește un muzeu.

## Istoric
Clădirea a fost construită între anii 1964-1965 ca reședință de protocol de Gheorghe Gheorghiu-Dej. După ce Dej a murit și Nicolae Ceaușescu a devenit secretarul general al PCR în 1965, palatul a fost mărit între anii 1970-1972 și a devenit locuința familiei Ceaușescu. Aici au fost invitați lideri străini precum Charles de Gaulle (1968), Richard Nixon (1969) sau Fidel Castro (1972).
În perioada postdecembristă, palatul a fost o vilă de protocol pentru a primi delegații oficiale din țară și din străinătate. În 2016 Palatul Primăverii a fost transformat în muzeu.

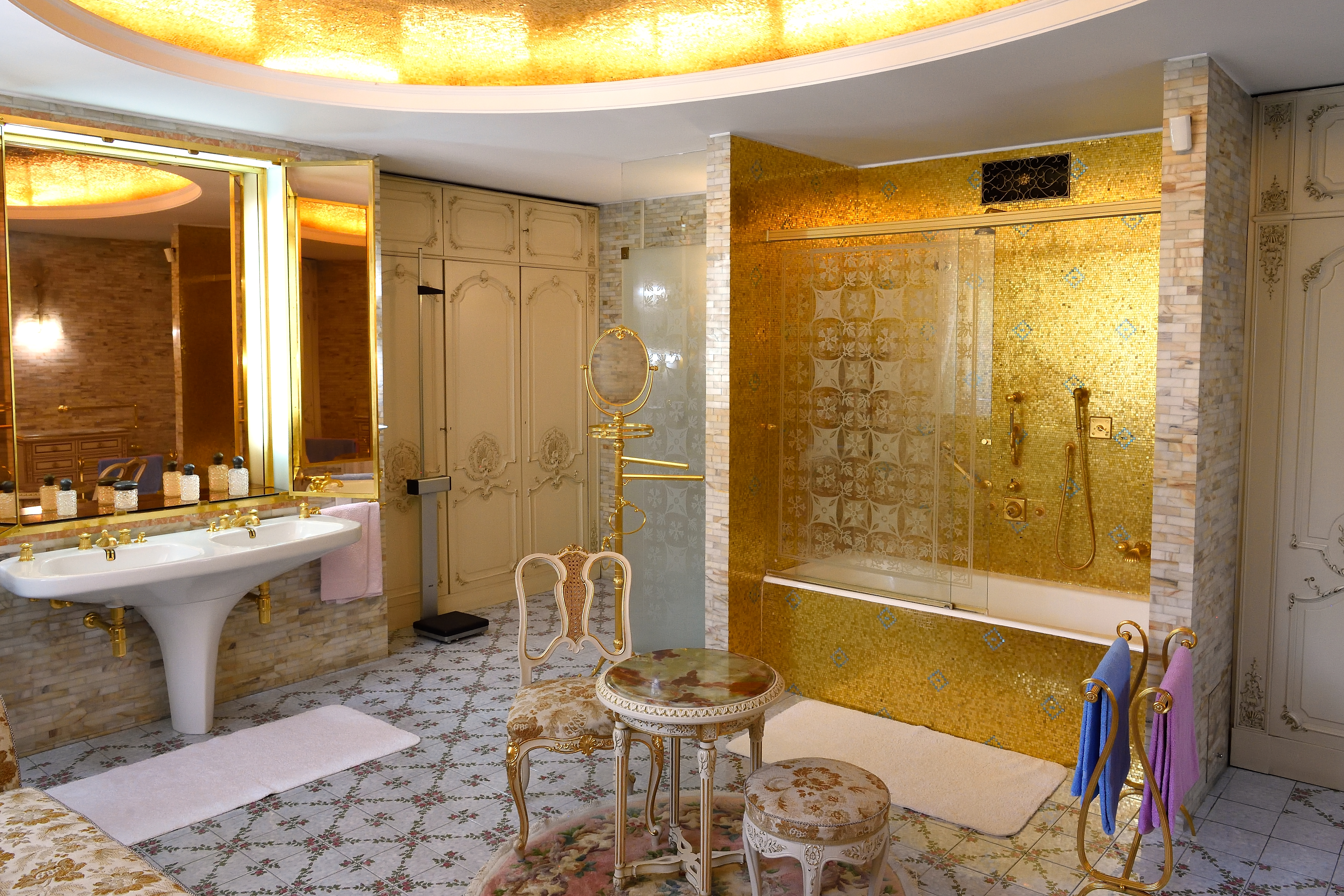
Baia
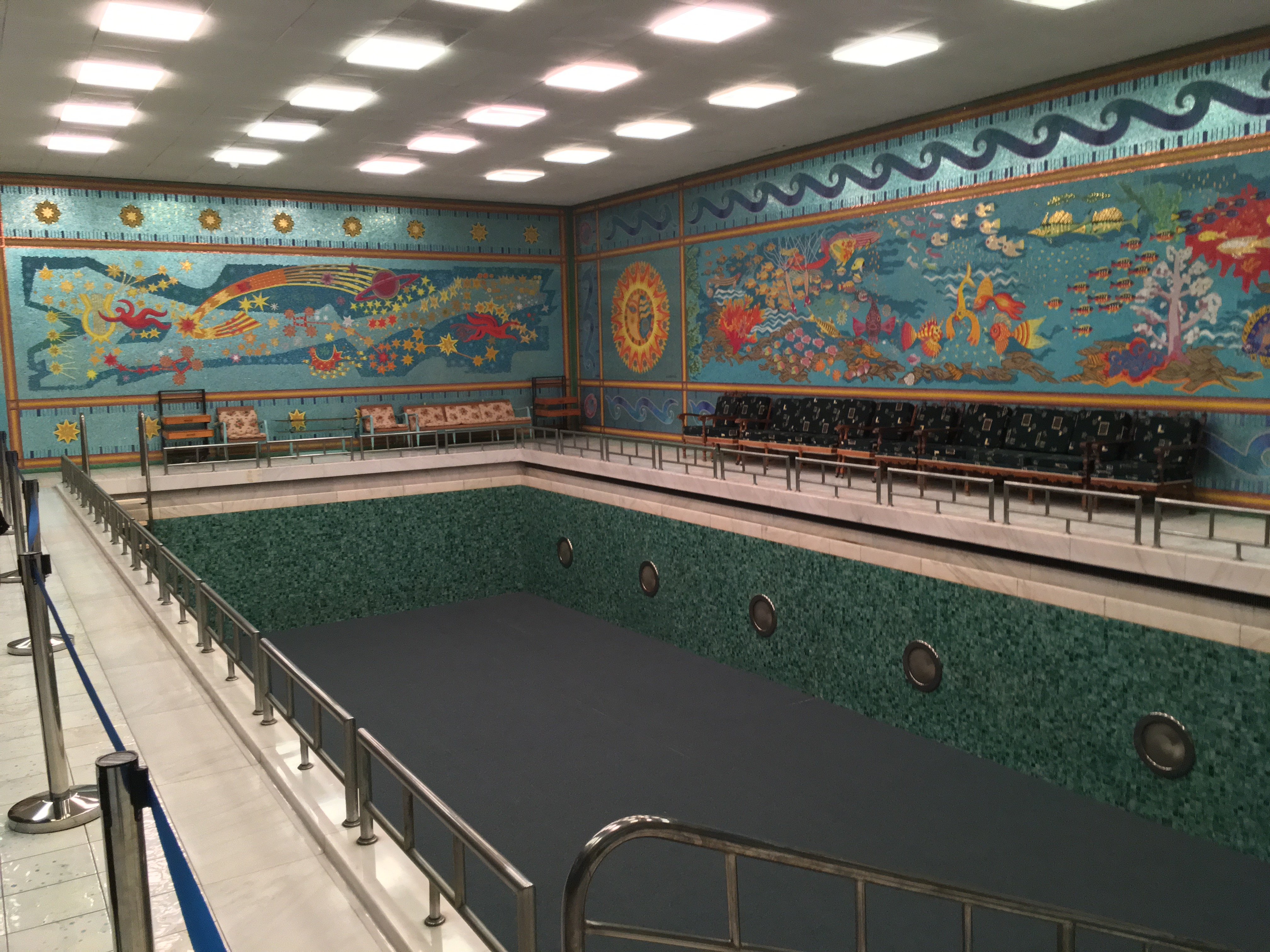
Piscina
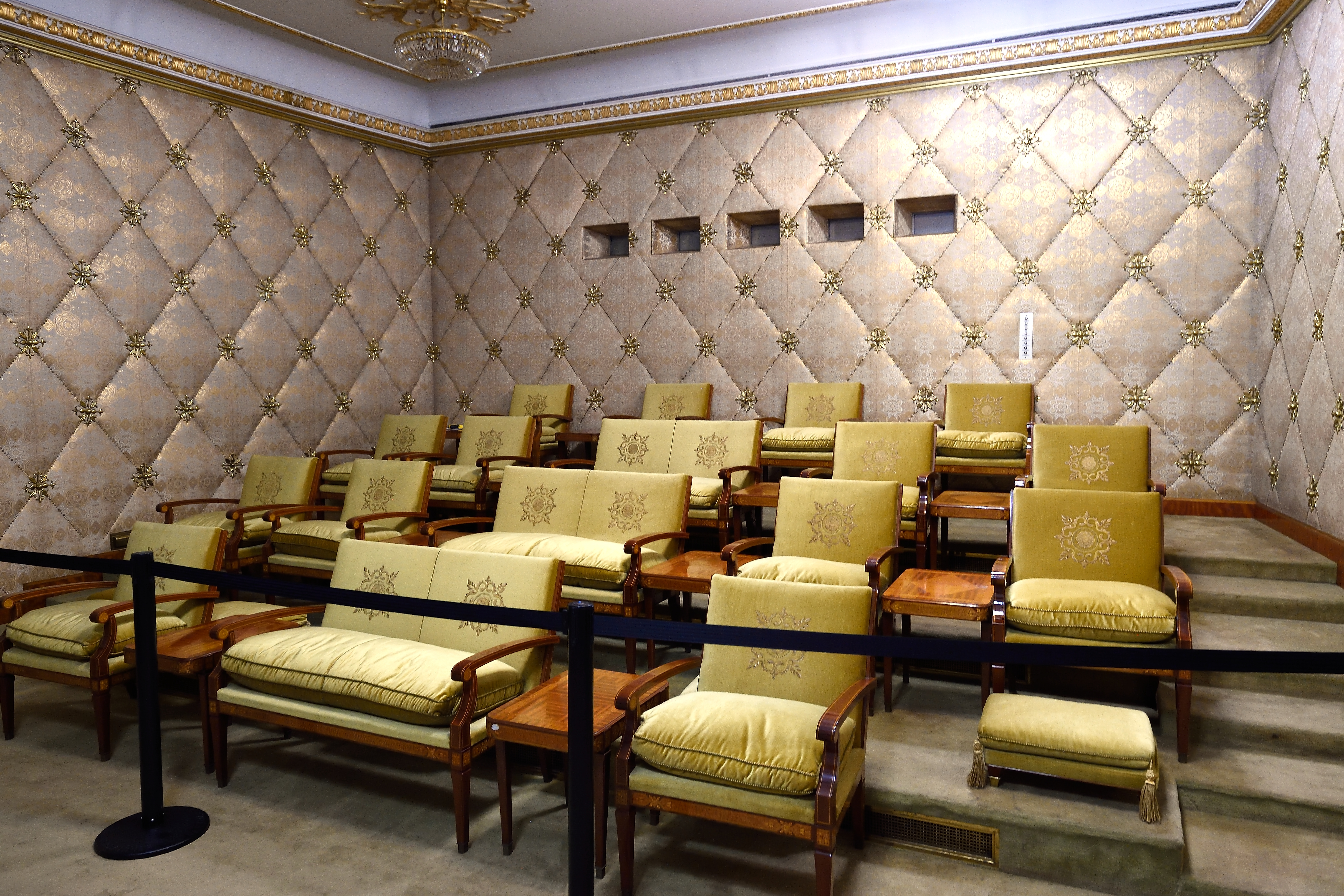
Cinematograful
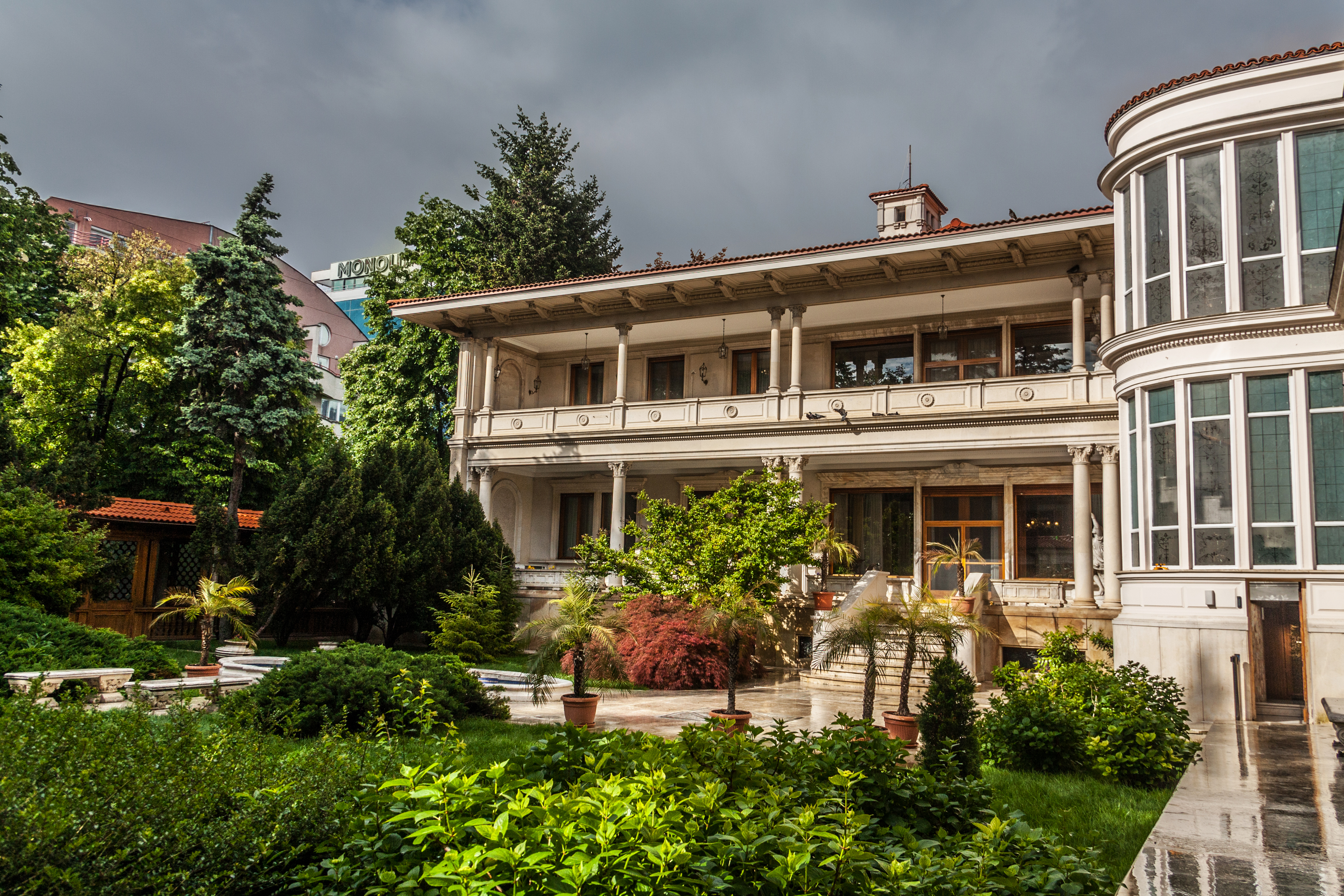
Grădina